# Jenny Gal
Jennifer „Jenny“ Eva Carolina Gal (* 2. November 1969 in Uccle/Ukkel, Belgien) ist eine ehemalige niederländische Judoka, die nach ihrer Heirat ab 1998 für Italien antrat.

## Sportliche Karriere
Jenny Gal gewann 1985 den niederländischen Meistertitel im Extraleichtgewicht. Bei den Europameisterschaften 1985 belegte sie den fünften Platz. 1986, 1987 und 1989 war sie niederländische Meisterin im Leichtgewicht. 1986 siegte sie bei den Junioreneuropameisterschaften. 1988 gewann sie eine Bronzemedaille bei den Europameisterschaften. Ende 1988 siegte sie bei den Weltmeisterschaften der Studierenden und im Februar 1989 beim Tournoi de Paris. Bei den Europameisterschaften 1989 erkämpfte sie noch einmal eine Bronzemedaille im Leichtgewicht.
Von Dezember 1989 bis 1995 gewann Jenny Gal sechs niederländische Meistertitel im Halbmittelgewicht. 1990 belegte sie in ihrer neuen Gewichtsklasse den fünften Platz bei den Europameisterschaften, 1991 den siebten Platz. Bei den Weltmeisterschaften 1991 war sie Fünfte. Bei der olympischen Premiere des Frauenjudo 1992 in Barcelona gewann sie ihren ersten Kampf gegen Laurie Pace aus Malta, verlor dann gegen die Deutsche Frauke Eickhoff im Achtelfinale und gegen die für das Vereinte Team antretende Jelena Petrowa in der Hoffnungsrunde.
1993 war Jenny Gal Siebte der Europameisterschaften und Fünfte der Weltmeisterschaften. Bei den Europameisterschaften 1995 besiegte sie Irene Tokarz aus Polen, Birgit Blum aus Liechtenstein, die Belgierin Gella Vandecaveye im Viertelfinale und die Tschechin Michaela Vernerová im Halbfinale. Nach ihrem Sieg über die Britin Diane Bell war Jenny Gal Europameisterin. Viereinhalb Monate später bezwang sie bei den Weltmeisterschaften in Chiba die Israelin Yael Arad, die Spanierin Miriam Blasco im Viertelfinale und die Kubanerin Ileana Beltrán im Halbfinale. Im Finale unterlag sie der Südkoreanerin Jung Sung-sook. Bei den Europameisterschaften 1996 unterlag sie im Halbfinale der Französin Catherine Fleury-Vachon, durch einen Sieg über die Türkin İlknur Kobaş erkämpfte sich Jenny Gal eine Bronzemedaille. Zwei Monate später bei den Olympischen Spielen in Atlanta setzte sich Gal im Achtelfinale gegen Ileana Beltrán und im Viertelfinale gegen die Spanierin Sara Álvarez durch. Im Halbfinale unterlag sie der Japanerin Yuko Emoto durch eine kleine Wertung (koka). Mit einem Sieg über die Türkin İlknur Kobaş sicherte sich Jenny Gal eine Bronzemedaille.
Jenny Gal heiratete den italienischen Judoka Giorgio Vismara und übernahm die italienische Staatsbürgerschaft. 1999 und 2000 war sie italienische Meisterin im Halbmittelgewicht. 1999 gewann sie bei den Europameisterschaften in Bratislava die Silbermedaille hinter der Belgierin Gella Vandecaveye. 2000 war sie Fünfte der Europameisterschaften und auch bei den Olympischen Spielen in Sydney belegte sie den fünften Platz, nachdem sie den Kampf um Bronze gegen die Südkoreanerin Jung Sung-sook verloren hatte.
Jenny Gal ist die Schwester der viermaligen Europameisterin Jessica Gal.